# Алексашенко, Сергей Владимирович
Серге́й Влади́мирович Алекса́шенко (род. 23 декабря 1959, Ликино-Дулёво, Московская область) — российский экономист, общественный и государственный деятель. Заместитель министра финансов Российской Федерации (1993—1995) и первый заместитель председателя правления Центрального банка России (1995—1998). Кандидат экономических наук.

## Биография
Родился в 1959 году в семье инженеров. Родители — мать, Алевтина Сергеевна, и отец, Владимир Павлович — работали в Жуковском на предприятиях, связанных с авиационной промышленностью. После школы поступил в МГИМО. Из МГИМО был отчислен после первого курса. По словам Алексашенко по собственному желанию. После этого работал на комсомольских должностях в ПТУ и на заводе. Окончил экономический факультет МГУ в 1986 году. В 1989 году получил ученую степень кандидата экономических наук, защитив кандидатскую диссертацию на тему «Анализ влияния изменений в системе планирования на экономическое поведение промышленных предприятий». Всему остальному, по собственному утверждению, «учился по жизни».
Жил и работал в Москве, хотя, как писал он в одной из анкет, «дом его располагался за городом». В годы жизни в СССР и РФ успел поработать в Центральном экономико-математическом институте, Совете Министров СССР, Союзе промышленников и предпринимателей, Министерстве финансов РФ, Центральном банке РФ, Фонде экономических исследований «Центр развития», «Интеррос», «Антанта Капитал», Merrill Lynch, Высшей школе экономики. В разные годы был членом Совета директоров ПАО «Аэрофлот — российские авиалинии», АО «Силовые машины», ОАО «Объединенная авиастроительная корпорация», АО «Объединённая зерновая компания» и ряда других.
Был заместителем министра финансов России с июня 1993 по март 1995 года.
Был членом РПР-ПАРНАС.
Живёт в Вашингтоне.
Женат, трое детей.

### Работа в Центральном банке России (1995—1998)
С декабря 1995 по сентябрь 1998 года — первый заместитель председателя Центрального банка России. Вышел в отставку в сентябре 1998 г. Одним из важнейших событий во время деятельности Алексашенко в Центробанке является формирование рынка государственных краткосрочных облигаций (ГКО) и последовавший затем дефолт по ГКО, произошедший 17 августа 1998 года. Решение о дефолте ГКО принималось при участии Алексашенко. По мнению А. Илларионова, политика, проводившаяся Алексашенко, была одной из причин острого экономического кризиса в России, произошедшего в 1998 году. Как сообщается, проведённый Генеральной прокуратурой компьютерный анализ заключённых сделок показал, что С. Алексашенко участвовал в спекуляциях на рынке ГКО, но при этом Генпрокуратура не нашла никаких нарушений закона, и Алексашенко не предъявлялось никаких обвинений по этому поводу.
В период своей работы в ЦБ РФ Алексашенко проводил операции на рынке ГКО, получая от них доход. В одном из документов МВД РФ говорилось: «Алексашенко С. В., занимая должность первого заместителя председателя Центрального банка, имел в нескольких коммерческих банках рублевые и валютные счета, на которые зачислялись средства, полученные от ГКО. Только на его рублевый счёт N 42301810400011702985, открытый в Автобанке, за 1998 год поступило 11 крупных платежей. За 1997 год соответственно 6 платежей и 1996 год — 12 платежей на общую сумму около 560 миллионов неденоминированных рублей». По словам Алексашенко на счёт в Автобанке зачислялась его зарплата, а доход от вложений в ГКО составил 35 тысяч рублей.

### Отъезд из России (с 2013 года)

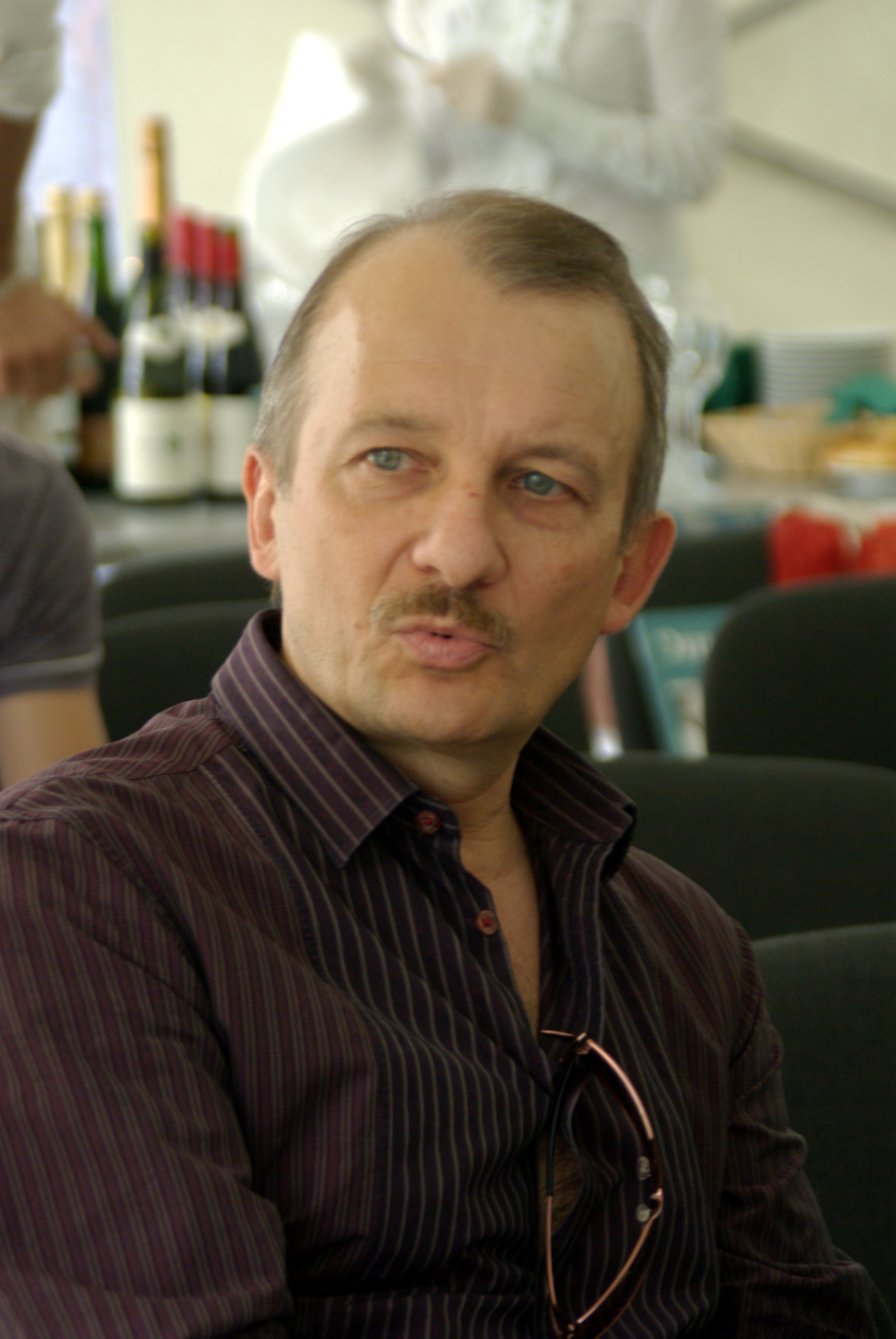
Алексашенко в 2011 году

В конце октября 2013 года Сергей Алексашенко улетел из России в США на стажировку в Джорджтаунском университете (Вашингтон). Работать и получать от университета деньги он не будет. «Это не контракт, денег мне не платят, — написал он изданию „КоммерсантЪ“ — в моих планах — поработать над парой исследовательских проектов».
Как сообщил Алексашенко СМИ, к решению уехать его подтолкнуло то, что ему не дали переизбраться в совет директоров «Аэрофлота». В своём комментарии Радио Свобода назвала события вокруг Алексашенко в РФ «выдавливанием из профессии».
В интервью «Радио Свобода» Александр Лебедев напомнил, что ранее Алексашенко был фактически изгнан из совета директоров «Объединенной зерновой компании» и к осени 2013 года лишился возможности продолжать профессиональную деятельность в России:

 — Алексашенко практически потерял работу в двух советах директоров. Мне кажется, человек его масштаба и его знаний не может найти работу в России — это очень прискорбно.
Евгений Ясин:

 — Алексашенко играл видную роль не только в ВШЭ, он играл видную роль в стране, <…> в последние годы он представлял оппозицию, во всяком случае оппозицию экономическому курсу. Видному, яркому человеку не нашлось места в современной России, и он уехал, вот и все. Я вижу в этом исключительно негативную сторону.
Изданию «КоммерсантЪ» Сергей Алексашенко написал, что «планирует вернуться в Россию в мае 2014 года».
В более поздних интервью журналистам «Радио Свобода», Алексашенко объяснил, что он уехал потому, что в России у него появились серьёзные ограничения в отношении возможности работать. Возникли также серьёзные опасения относительно физической безопасности. И что ещё немаловажно — ему не хотелось «корёжить» сознание своему младшему сыну-дошкольнику, заставляя его вписываться в существующую российскую систему. Учитывая то обстоятельство, что сам он хорошо понимает, как эта система устроена и существует, и она ему не нравится.
С 2013 года являлся старшим научным сотрудником отдела глобальной экономики и развития Института Брукингса (The Brookings Institution).
23 августа 2017 года в СМИ появилась информация о том, что против Алексашенко было возбуждено уголовное дело о контрабанде орденов и наград СССР через аэропорт «Домодедово» в США. Находясь в США, Алексашенко от комментариев по факту контрабанды отказался.
С сентября 2019 по март 2020 года являлся внештатным советником премьер-министра Украины Алексея Гончарука. С марта 2020 г. является внештатным советником Министра финансов Украины Сергея Марченко.
Является членом совета директоров фонда «Свободная Россия» и соучредителем фонда Бориса Немцова «За свободу».
С февраля 2022 года является участником Антивоенного комитета России и Российского комитета действия.

### Разработка антироссийских санкций
В ноябре 2023 года в СМИ и соцсетях появилась информация о том, что Сергей Алексашенко, а также Сергей Гуриев и другие эксперты участвовали в разработке санкций, направленных против обычных россиян, а не против Владимира Путина и его окружения. Сам Алексашенко заявлял, что эта информация не соответствует действительности.

## Общественная позиция
2 мая 2014 года в интервью программе «Особое мнение» на радио «Эхо Москвы» Алексашенко высказался, что «Россия своими действиями в Крыму, захватом Крыма разрушила то положение дел, которое сложилось как минимум в Европе».
В сентябре 2014 года подписал заявление с требованием «прекратить агрессивную авантюру: вывести с территории Украины российские войска и прекратить пропагандистскую, материальную и военную поддержку сепаратистам на Юго-Востоке Украины».
В марте 2020 года подписал обращение против принятия поправок к Конституции РФ, предложенных президентом Путиным.
16 июня 2023 года Министерством юстиции России внесён в список физических лиц — «иностранных агентов», позже МВД России объявило Алексашенко в розыск.
Считает себя «беженцем» и «Карлсоном, который обещал вернуться и вернулся».
В 2024 году стал независимым консультантом и аналитиком в «Европейском центре анализа и стратегий» (CASE).

## Публикации
- Является одним из соавторов доклада по материалам Бориса Немцова «Путин. Война», представленного в Москве в мае 2015 года[33]. Автор главы 11 («Сколько стоит война с Украиной?») — о цене войны России с Украиной для экономики РФ.

## Интервью
- Сергей Алексашенко и Лев Шлосберг: «Финансы и жизнь» / Люди мира // ГражданинЪ TV. 09 марта 2023.
- Еженедельная передача «Цена вопроса» на YouTube-канале «Живой гвоздь».
- Еженедельная передача «Курс» на YouTube-канале «Ходорковский LIVE».
- Личный YouTube-канал[34].